# Данська тема
Да́нська те́ма — тема в шаховій композиції в багатоходівці. Суть теми — зміна функції одного і того ж ходу: опосередкований захист, який призводить до спростування хибного сліду, в дійсній грі грі стає прямим захистом.

## Історія
Ідею запропонували шахові композитори з Данії.
Хибний хід багатоходової задачі спростовується певним ходом чорних, що призводить до опосередкованого захисту від загрози мату. В дійсній грі той самий хід чорних призводить до прямого захисту від загрози, але виникає інший мат.
Від географічного проживання відкривачів теми походить назва ідеї — данська тема.
|   | a | b | c | d | e | f | g | h |   |
| 8 | c8 білий слон · d7 чорний пішак · d6 білий пішак · e6 чорний слон · a5 білий слон · b5 білий пішак · c5 чорний пішак · d5 чорний пішак · a4 чорний король · b2 білий ферзь · c1 білий король | c8 білий слон · d7 чорний пішак · d6 білий пішак · e6 чорний слон · a5 білий слон · b5 білий пішак · c5 чорний пішак · d5 чорний пішак · a4 чорний король · b2 білий ферзь · c1 білий король | c8 білий слон · d7 чорний пішак · d6 білий пішак · e6 чорний слон · a5 білий слон · b5 білий пішак · c5 чорний пішак · d5 чорний пішак · a4 чорний король · b2 білий ферзь · c1 білий король | c8 білий слон · d7 чорний пішак · d6 білий пішак · e6 чорний слон · a5 білий слон · b5 білий пішак · c5 чорний пішак · d5 чорний пішак · a4 чорний король · b2 білий ферзь · c1 білий король | c8 білий слон · d7 чорний пішак · d6 білий пішак · e6 чорний слон · a5 білий слон · b5 білий пішак · c5 чорний пішак · d5 чорний пішак · a4 чорний король · b2 білий ферзь · c1 білий король | c8 білий слон · d7 чорний пішак · d6 білий пішак · e6 чорний слон · a5 білий слон · b5 білий пішак · c5 чорний пішак · d5 чорний пішак · a4 чорний король · b2 білий ферзь · c1 білий король | c8 білий слон · d7 чорний пішак · d6 білий пішак · e6 чорний слон · a5 білий слон · b5 білий пішак · c5 чорний пішак · d5 чорний пішак · a4 чорний король · b2 білий ферзь · c1 білий король | c8 білий слон · d7 чорний пішак · d6 білий пішак · e6 чорний слон · a5 білий слон · b5 білий пішак · c5 чорний пішак · d5 чорний пішак · a4 чорний король · b2 білий ферзь · c1 білий король | 8 |
| 7 | c8 білий слон · d7 чорний пішак · d6 білий пішак · e6 чорний слон · a5 білий слон · b5 білий пішак · c5 чорний пішак · d5 чорний пішак · a4 чорний король · b2 білий ферзь · c1 білий король | c8 білий слон · d7 чорний пішак · d6 білий пішак · e6 чорний слон · a5 білий слон · b5 білий пішак · c5 чорний пішак · d5 чорний пішак · a4 чорний король · b2 білий ферзь · c1 білий король | c8 білий слон · d7 чорний пішак · d6 білий пішак · e6 чорний слон · a5 білий слон · b5 білий пішак · c5 чорний пішак · d5 чорний пішак · a4 чорний король · b2 білий ферзь · c1 білий король | c8 білий слон · d7 чорний пішак · d6 білий пішак · e6 чорний слон · a5 білий слон · b5 білий пішак · c5 чорний пішак · d5 чорний пішак · a4 чорний король · b2 білий ферзь · c1 білий король | c8 білий слон · d7 чорний пішак · d6 білий пішак · e6 чорний слон · a5 білий слон · b5 білий пішак · c5 чорний пішак · d5 чорний пішак · a4 чорний король · b2 білий ферзь · c1 білий король | c8 білий слон · d7 чорний пішак · d6 білий пішак · e6 чорний слон · a5 білий слон · b5 білий пішак · c5 чорний пішак · d5 чорний пішак · a4 чорний король · b2 білий ферзь · c1 білий король | c8 білий слон · d7 чорний пішак · d6 білий пішак · e6 чорний слон · a5 білий слон · b5 білий пішак · c5 чорний пішак · d5 чорний пішак · a4 чорний король · b2 білий ферзь · c1 білий король | c8 білий слон · d7 чорний пішак · d6 білий пішак · e6 чорний слон · a5 білий слон · b5 білий пішак · c5 чорний пішак · d5 чорний пішак · a4 чорний король · b2 білий ферзь · c1 білий король | 7 |
| 6 | c8 білий слон · d7 чорний пішак · d6 білий пішак · e6 чорний слон · a5 білий слон · b5 білий пішак · c5 чорний пішак · d5 чорний пішак · a4 чорний король · b2 білий ферзь · c1 білий король | c8 білий слон · d7 чорний пішак · d6 білий пішак · e6 чорний слон · a5 білий слон · b5 білий пішак · c5 чорний пішак · d5 чорний пішак · a4 чорний король · b2 білий ферзь · c1 білий король | c8 білий слон · d7 чорний пішак · d6 білий пішак · e6 чорний слон · a5 білий слон · b5 білий пішак · c5 чорний пішак · d5 чорний пішак · a4 чорний король · b2 білий ферзь · c1 білий король | c8 білий слон · d7 чорний пішак · d6 білий пішак · e6 чорний слон · a5 білий слон · b5 білий пішак · c5 чорний пішак · d5 чорний пішак · a4 чорний король · b2 білий ферзь · c1 білий король | c8 білий слон · d7 чорний пішак · d6 білий пішак · e6 чорний слон · a5 білий слон · b5 білий пішак · c5 чорний пішак · d5 чорний пішак · a4 чорний король · b2 білий ферзь · c1 білий король | c8 білий слон · d7 чорний пішак · d6 білий пішак · e6 чорний слон · a5 білий слон · b5 білий пішак · c5 чорний пішак · d5 чорний пішак · a4 чорний король · b2 білий ферзь · c1 білий король | c8 білий слон · d7 чорний пішак · d6 білий пішак · e6 чорний слон · a5 білий слон · b5 білий пішак · c5 чорний пішак · d5 чорний пішак · a4 чорний король · b2 білий ферзь · c1 білий король | c8 білий слон · d7 чорний пішак · d6 білий пішак · e6 чорний слон · a5 білий слон · b5 білий пішак · c5 чорний пішак · d5 чорний пішак · a4 чорний король · b2 білий ферзь · c1 білий король | 6 |
| 5 | c8 білий слон · d7 чорний пішак · d6 білий пішак · e6 чорний слон · a5 білий слон · b5 білий пішак · c5 чорний пішак · d5 чорний пішак · a4 чорний король · b2 білий ферзь · c1 білий король | c8 білий слон · d7 чорний пішак · d6 білий пішак · e6 чорний слон · a5 білий слон · b5 білий пішак · c5 чорний пішак · d5 чорний пішак · a4 чорний король · b2 білий ферзь · c1 білий король | c8 білий слон · d7 чорний пішак · d6 білий пішак · e6 чорний слон · a5 білий слон · b5 білий пішак · c5 чорний пішак · d5 чорний пішак · a4 чорний король · b2 білий ферзь · c1 білий король | c8 білий слон · d7 чорний пішак · d6 білий пішак · e6 чорний слон · a5 білий слон · b5 білий пішак · c5 чорний пішак · d5 чорний пішак · a4 чорний король · b2 білий ферзь · c1 білий король | c8 білий слон · d7 чорний пішак · d6 білий пішак · e6 чорний слон · a5 білий слон · b5 білий пішак · c5 чорний пішак · d5 чорний пішак · a4 чорний король · b2 білий ферзь · c1 білий король | c8 білий слон · d7 чорний пішак · d6 білий пішак · e6 чорний слон · a5 білий слон · b5 білий пішак · c5 чорний пішак · d5 чорний пішак · a4 чорний король · b2 білий ферзь · c1 білий король | c8 білий слон · d7 чорний пішак · d6 білий пішак · e6 чорний слон · a5 білий слон · b5 білий пішак · c5 чорний пішак · d5 чорний пішак · a4 чорний король · b2 білий ферзь · c1 білий король | c8 білий слон · d7 чорний пішак · d6 білий пішак · e6 чорний слон · a5 білий слон · b5 білий пішак · c5 чорний пішак · d5 чорний пішак · a4 чорний король · b2 білий ферзь · c1 білий король | 5 |
| 4 | c8 білий слон · d7 чорний пішак · d6 білий пішак · e6 чорний слон · a5 білий слон · b5 білий пішак · c5 чорний пішак · d5 чорний пішак · a4 чорний король · b2 білий ферзь · c1 білий король | c8 білий слон · d7 чорний пішак · d6 білий пішак · e6 чорний слон · a5 білий слон · b5 білий пішак · c5 чорний пішак · d5 чорний пішак · a4 чорний король · b2 білий ферзь · c1 білий король | c8 білий слон · d7 чорний пішак · d6 білий пішак · e6 чорний слон · a5 білий слон · b5 білий пішак · c5 чорний пішак · d5 чорний пішак · a4 чорний король · b2 білий ферзь · c1 білий король | c8 білий слон · d7 чорний пішак · d6 білий пішак · e6 чорний слон · a5 білий слон · b5 білий пішак · c5 чорний пішак · d5 чорний пішак · a4 чорний король · b2 білий ферзь · c1 білий король | c8 білий слон · d7 чорний пішак · d6 білий пішак · e6 чорний слон · a5 білий слон · b5 білий пішак · c5 чорний пішак · d5 чорний пішак · a4 чорний король · b2 білий ферзь · c1 білий король | c8 білий слон · d7 чорний пішак · d6 білий пішак · e6 чорний слон · a5 білий слон · b5 білий пішак · c5 чорний пішак · d5 чорний пішак · a4 чорний король · b2 білий ферзь · c1 білий король | c8 білий слон · d7 чорний пішак · d6 білий пішак · e6 чорний слон · a5 білий слон · b5 білий пішак · c5 чорний пішак · d5 чорний пішак · a4 чорний король · b2 білий ферзь · c1 білий король | c8 білий слон · d7 чорний пішак · d6 білий пішак · e6 чорний слон · a5 білий слон · b5 білий пішак · c5 чорний пішак · d5 чорний пішак · a4 чорний король · b2 білий ферзь · c1 білий король | 4 |
| 3 | c8 білий слон · d7 чорний пішак · d6 білий пішак · e6 чорний слон · a5 білий слон · b5 білий пішак · c5 чорний пішак · d5 чорний пішак · a4 чорний король · b2 білий ферзь · c1 білий король | c8 білий слон · d7 чорний пішак · d6 білий пішак · e6 чорний слон · a5 білий слон · b5 білий пішак · c5 чорний пішак · d5 чорний пішак · a4 чорний король · b2 білий ферзь · c1 білий король | c8 білий слон · d7 чорний пішак · d6 білий пішак · e6 чорний слон · a5 білий слон · b5 білий пішак · c5 чорний пішак · d5 чорний пішак · a4 чорний король · b2 білий ферзь · c1 білий король | c8 білий слон · d7 чорний пішак · d6 білий пішак · e6 чорний слон · a5 білий слон · b5 білий пішак · c5 чорний пішак · d5 чорний пішак · a4 чорний король · b2 білий ферзь · c1 білий король | c8 білий слон · d7 чорний пішак · d6 білий пішак · e6 чорний слон · a5 білий слон · b5 білий пішак · c5 чорний пішак · d5 чорний пішак · a4 чорний король · b2 білий ферзь · c1 білий король | c8 білий слон · d7 чорний пішак · d6 білий пішак · e6 чорний слон · a5 білий слон · b5 білий пішак · c5 чорний пішак · d5 чорний пішак · a4 чорний король · b2 білий ферзь · c1 білий король | c8 білий слон · d7 чорний пішак · d6 білий пішак · e6 чорний слон · a5 білий слон · b5 білий пішак · c5 чорний пішак · d5 чорний пішак · a4 чорний король · b2 білий ферзь · c1 білий король | c8 білий слон · d7 чорний пішак · d6 білий пішак · e6 чорний слон · a5 білий слон · b5 білий пішак · c5 чорний пішак · d5 чорний пішак · a4 чорний король · b2 білий ферзь · c1 білий король | 3 |
| 2 | c8 білий слон · d7 чорний пішак · d6 білий пішак · e6 чорний слон · a5 білий слон · b5 білий пішак · c5 чорний пішак · d5 чорний пішак · a4 чорний король · b2 білий ферзь · c1 білий король | c8 білий слон · d7 чорний пішак · d6 білий пішак · e6 чорний слон · a5 білий слон · b5 білий пішак · c5 чорний пішак · d5 чорний пішак · a4 чорний король · b2 білий ферзь · c1 білий король | c8 білий слон · d7 чорний пішак · d6 білий пішак · e6 чорний слон · a5 білий слон · b5 білий пішак · c5 чорний пішак · d5 чорний пішак · a4 чорний король · b2 білий ферзь · c1 білий король | c8 білий слон · d7 чорний пішак · d6 білий пішак · e6 чорний слон · a5 білий слон · b5 білий пішак · c5 чорний пішак · d5 чорний пішак · a4 чорний король · b2 білий ферзь · c1 білий король | c8 білий слон · d7 чорний пішак · d6 білий пішак · e6 чорний слон · a5 білий слон · b5 білий пішак · c5 чорний пішак · d5 чорний пішак · a4 чорний король · b2 білий ферзь · c1 білий король | c8 білий слон · d7 чорний пішак · d6 білий пішак · e6 чорний слон · a5 білий слон · b5 білий пішак · c5 чорний пішак · d5 чорний пішак · a4 чорний король · b2 білий ферзь · c1 білий король | c8 білий слон · d7 чорний пішак · d6 білий пішак · e6 чорний слон · a5 білий слон · b5 білий пішак · c5 чорний пішак · d5 чорний пішак · a4 чорний король · b2 білий ферзь · c1 білий король | c8 білий слон · d7 чорний пішак · d6 білий пішак · e6 чорний слон · a5 білий слон · b5 білий пішак · c5 чорний пішак · d5 чорний пішак · a4 чорний король · b2 білий ферзь · c1 білий король | 2 |
| 1 | c8 білий слон · d7 чорний пішак · d6 білий пішак · e6 чорний слон · a5 білий слон · b5 білий пішак · c5 чорний пішак · d5 чорний пішак · a4 чорний король · b2 білий ферзь · c1 білий король | c8 білий слон · d7 чорний пішак · d6 білий пішак · e6 чорний слон · a5 білий слон · b5 білий пішак · c5 чорний пішак · d5 чорний пішак · a4 чорний король · b2 білий ферзь · c1 білий король | c8 білий слон · d7 чорний пішак · d6 білий пішак · e6 чорний слон · a5 білий слон · b5 білий пішак · c5 чорний пішак · d5 чорний пішак · a4 чорний король · b2 білий ферзь · c1 білий король | c8 білий слон · d7 чорний пішак · d6 білий пішак · e6 чорний слон · a5 білий слон · b5 білий пішак · c5 чорний пішак · d5 чорний пішак · a4 чорний король · b2 білий ферзь · c1 білий король | c8 білий слон · d7 чорний пішак · d6 білий пішак · e6 чорний слон · a5 білий слон · b5 білий пішак · c5 чорний пішак · d5 чорний пішак · a4 чорний король · b2 білий ферзь · c1 білий король | c8 білий слон · d7 чорний пішак · d6 білий пішак · e6 чорний слон · a5 білий слон · b5 білий пішак · c5 чорний пішак · d5 чорний пішак · a4 чорний король · b2 білий ферзь · c1 білий король | c8 білий слон · d7 чорний пішак · d6 білий пішак · e6 чорний слон · a5 білий слон · b5 білий пішак · c5 чорний пішак · d5 чорний пішак · a4 чорний король · b2 білий ферзь · c1 білий король | c8 білий слон · d7 чорний пішак · d6 білий пішак · e6 чорний слон · a5 білий слон · b5 білий пішак · c5 чорний пішак · d5 чорний пішак · a4 чорний король · b2 білий ферзь · c1 білий король | 1 |
|   | a | b | c | d | e | f | g | h |   |

FEN: 2B5/3p4/3Pb3/BPpp4/k7/8/1Q6/2K5
1. Bb6? ~ 2. Bc5 ~ 3. Qb4#
1. ... d4! 2. Bc5 Bb3!
1. Bd7! ~ 2. Qa2#
1. ... d4    2. Bb4 cb   3. Qa1 Kb3 4. Be6#

- — - — - — -
1. ... Bxd7 2. Bb6 Bb5 3. Qa2 Kb4 4. Ba5#